# Эскадренные миноносцы типа «Уракадзэ»
Эскадренные миноносцы типа «Уракадзэ» (яп. 浦風型駆逐艦 Уракадзэгата кутикукан) — тип японских эскадренных миноносцев времён Первой мировой войны.

## Строительство
Заказаны британской компании «Ярроу» по программе 1912 года(«8+8»), в связи с очень высокой стоимостью и неудачным вооружением эсминцев типа «Умикадзэ» собственной постройки. Таким образом, это были последние японские эсминцы, построенные не в самой Японии (помимо трофеев).
На кораблях этого использовались такие передовые для японского флота решения, как чисто нефтяное отопление котлов и паровые турбины Брауна-Кёртисса с зубчатой передачей. Предполагалось также, что они станут первыми японскими эсминцами с 533-мм торпедами (из-за Первой мировой войны эсминцы типа «Исокадзэ» собственной постройки вошли в строй раньше), а также будут иметь дизельные двигатели для экономичного хода(не были установлены по причине их острого дефицита в Великобритании после начала войны).

## История службы
Хотя постройка «Уракадзэ» была завершена ещё в октябре 1915 года, в условиях шедшей Первой мировой войны о перегоне его в Японию не могло быть и речи. В результате, в состав японского флота корабль был введён лишь в 1919 году.
В силу морального устаревания «Уракадзэ» был исключен из состава флота в 1936 году и использовался после этого в качестве блокшива «Хайкан № 18». Потоплен 18 июля 1945 года в гавани Йокосуки во время налёта американской палубной авиации. Корпус был позже поднят и разобран в 1948 году.
«Кавакадзэ» ещё до окончания постройки, 3 июля 1916 года, был продан итальянскому флоту, переименован сначала в «Интрепидо», а затем 25 сентября — в «Аудаче». На корабле было установлено итальянское артиллерийское вооружение (7 × 102-мм орудий с длиной ствола 35 калибров). Участвовал в боевых действиях против австро-венгерского флота в Адриатике.
С 1929 года переклассифицирован в миноносец, с 1938-го являлся кораблём управления для дистанционно управляемого корабля-мишени «Сан Марко».

После капитуляции Италии стоявший в Венеции «Аудаче» 12 сентября 1943 года был захвачен немцами и в октябре после перевооружения (установлено 2 × 120-мм орудия с длиной ствола 45 калибров и десять 20-мм зенитных автоматов) введён в строй под названием «ТА 20». «ТА 20» действовал в составе 2-й эскортной флотилии Кригсмарине в Адриатическом море, 1 ноября 1944 года был потоплен британскими эскортными миноносцами «Эвон Вэйл» и «Уитлэнд» в бою у острова Паг.

## Представители
| Название                          | Место постройки                     | Заложен             | Спущен на воду        | Вступил в строй      | Судьба |
| --------------------------------- | ----------------------------------- | ------------------- | --------------------- | -------------------- | --- |
| Уракадзэ (яп. 浦風 Ветер в бухте) | Yarrow Shipbuilders, Великобритания | 1 октября 1913 года | 16 февраля 1915 года  | 14 октября 1915 года | Разобран в 1948 году                                                                                                |
| Кавакадзэ (яп. 江風 Речной ветер) | Yarrow Shipbuilders, Великобритания | 1 октября 1913 года | 27 сентября 1915 года | 23 декабря 1916 года | Продан Италии 7 октября 1915 года, переименован в Аудаче. Потоплен 1 ноября 1944 года в бою с британскими эсминцами |